# Zostrianos
Zostrianos – pseudonimiczny, gnostycki utwór z Nag Hammadi (NHC VIII,1) przypisany Zoroastrowi (Zaratustrze). Treść zbliżona jest do nauki setian.